# Бульверова лофура
Бульверова лофура (лат. Lophura bulweri) — птица семейства фазановых.

## Ареали среда обитания
Бульверова лофура является эндемиком Индо-Малайского острова Борнео. На охраняемых территориях встречается часто, в остальной части острова редка. Обитает в тропических лесах холмов и низких гор, редко опускается на высоту менее 300 м над уровнем моря.

## Описание
У Бульверовых лофур развит половой диморфизм. Самец около 80 см длиной, окрашен в основном в чёрные тона. Перья груди бордовые. Хвост состоит из длинных изогнутых перьев белого цвета. Ноги самца малинового цвета. «Лицо» голое, с двумя серёжками, ярко-синего цвета. Самка меньше самца, около 55 см длиной, окрашена в тёмно-коричневые тона. Ноги самки красные. Кожа «лица» синяя.

## Охранный статус
Бульверова лофура включена в категорию уязвимых видов (англ. Vulnerable) Красной книги МСОП. В настоящее время численность лофуры уменьшается, главным образом из-за охоты, вырубки лесов — её естественной среды обитания и лесных пожаров.

## Название
Научное название рода восходит к греч. «λόφος», означающему «холм». Видовой эпитет дан в честь Генри Эрнеста Бульвера, британского лейтенант-губернатора и дипломата.